# Manuel Neuer
Manuel Neuer (Gelsenkirchen, 27. ožujka 1986.) je njemački nogometni vratar. Trenutačno igra za njemački klub Bayern München. Prije toga je igrao za Schalke 04.
Više puta proglašavan najboljim golmanom FIFA World Cup i UEFA Cup. Prvi puta je nastupio za Njemačku nogometnu reprezentaciju 2. lipnja 2009. u utakmici protiv Ujedinjenih Arapskih Emirata.
S Elfom je 2014. godine postao svjetski prvak osvojivši Svjetsko prvenstvo koje se održavalo u Brazilu. Proglašen je najboljim vratarom SP 2014. i općenito je smatran jednim od najboljih vratara na svijetu. U finalu FIFA Ballon d'Or-a 2014. godine završio je treći.
Njemački nogometni izbornik objavio je u svibnju 2016. popis za nastup na Europsko prvenstvo u Francuskoj, na kojem se nalazi Neuer.

## Nagrade i uspjesi
FC Bayern München
- Bundesliga: 2012./13., 2013./14.
- Njemački kup: 2012./13.
- UEFA Liga prvaka: 2012./13., 2019./20.
- UEFA Superkup: 2013.
- FIFA Svjetsko klupsko prvenstvo: 2013.
- Bundesliga: 2013./14., 2014./15.

Njemačka
- Svjetsko prvenstvo: 2014.

### Zajednički poslužitelj
|  | Zajednički poslužitelj ima stranicu o temi Manuel Neuer    |
|  | Zajednički poslužitelj ima još gradiva o temi Manuel Neuer |